# Wereldkampioenschappen kunstschaatsen 2013

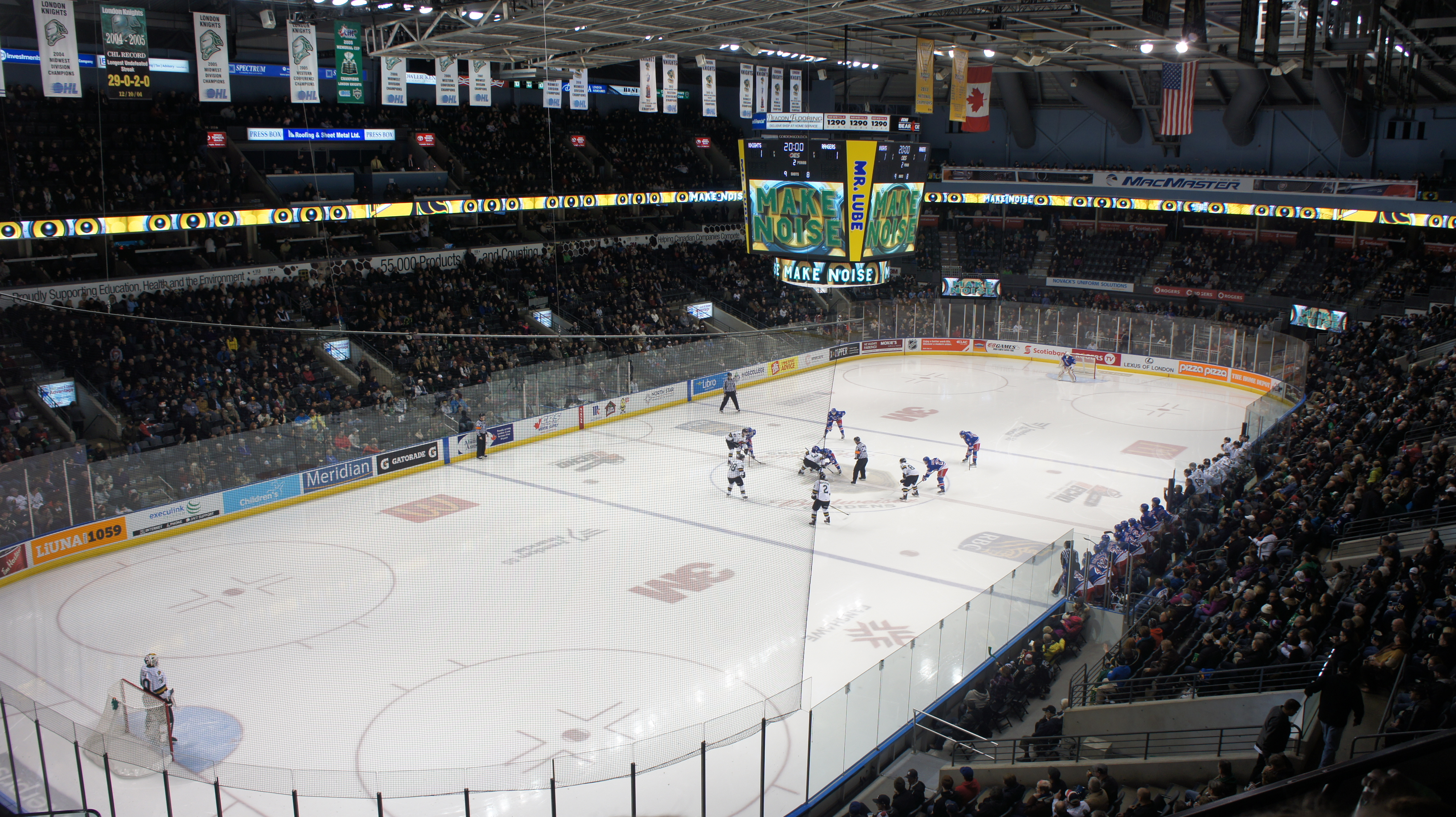
Budweiser Gardens, waar de wedstrijden gehouden werden

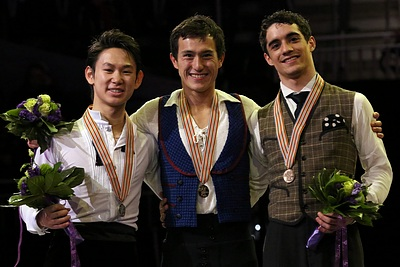
Het podium bij de mannen

De Wereldkampioenschappen kunstschaatsen 2013 werden gevormd door vier toernooien die door de Internationale Schaatsunie (ISU) werden georganiseerd.
Voor de mannen was het de 103e editie, voor de vrouwen de 93e, voor de paren de 91e en voor de ijsdansers de 61e editie. De kampioenschappen vonden plaats van 13 tot en met 17 maart in London (Ontario), Canada. Het was de eerste keer dat de wereldkampioenschappen kunstschaatsen in London (Ontario) plaatsvonden en de tiende keer in Canada. London was de zevende Canadese gaststad, na Montreal (1932), Vancouver (1960 en 2001), Calgary (1972 en 2006), Ottawa (1978 en 1984), Halifax (1990) en Edmonton (1996), waar het WK kunstschaatsen plaatsvond.
| Programma | Programma         | Programma          | Programma        | Programma         | Programma       |
| --------- | ----------------- | ------------------ | ---------------- | ----------------- | --------------- |
|           | woensdag 13 maart | donderdag 14 maart | vrijdag 15 maart | zaterdag 16 maart | zondag 17 maart |
| IJsdansen |                   | korte kür          |                  | vrije kür         | Gala            |
| Paren     | korte kür         |                    | vrije kür        |                   | Gala            |
| Mannen    | korte kür         |                    | vrije kür        |                   | Gala            |
| Vrouwen   |                   | korte kür          |                  | vrije kür         | Gala            |

## Deelname
Elk bij de ISU aangesloten land kon één schaatser/één paar aanmelden per kampioenschap. Extra startplaatsen (met een maximum van drie per kampioenschap) zijn verdiend op basis van de eindklasseringen op het WK van 2012.
Voor België nam Jorik Hendrickx voor de tweede keer deel bij de mannen en Kaat Van Daele voor de eerste keer bij de vrouwen. Ook de Britse echtgenote van de Belg Kevin Van der Perren, Jenna McCorkell, nam deel aan dit WK.
Deelnemende landen
Er namen deelnemers uit 41 landen deel aan de kampioenschappen. Er werden 117 startplaatsen ingevuld. De Wit-Rus Pavel Ignatenko trok zich voor de wedstrijden in het mannentoernooi terug.
(Tussen haakjes het totaal aantal startplaatsen in de vier toernooien.)
| Rusland (10) Canada (9) Italië (9) Verenigde Staten (9) Japan (7) China (6) Frankrijk (6) Duitsland (5) Estland (3) Oekraïne (3) Polen (3) | Spanje (3) Tsjechië (3) Verenigd Koninkrijk (3) België (2) Denemarken (2) Finland (2) Israël (2) Kazachstan (2) Litouwen (2) Oostenrijk (2) Slowakije (2) | Wit-Rusland (2) Zuid-Korea (2) Zweden (2) Australië (1) Azerbeidzjan (1) Brazilië (1) Bulgarije (1) Filipijnen (1) Georgië (1) Hongarije (1) Hongkong (1) | Letland (1) Monaco (1) Noorwegen (1) Oezbekistan (1) Roemenië (1) Slovenië (1) Turkije (1) Zwitserland (1) |

(Frankrijk en Spanje vulden de extra startplaats bij de mannen niet in, Georgië vulde de extra startplaats bij de vrouwen niet in en Japan stuurde geen (extra) deelnemers bij de paren.)

## Medailleverdeling
Bij de mannen veroverde de Canadees Patrick Chan voor het derde jaar op rij de wereldtitel. Het was tevens zijn vijfde WK-medaille, aangezien hij in 2009 en 2010 al tweede werd. Voor de Kazach Denis Ten en de Spanjaard Javier Fernández, die respectievelijk als tweede en derde eindigden, was dit hun eerste WK-medaille.
De Zuid-Koreaanse Kim Yu-na, de winnares bij de vrouwen, won bij haar zesde deelname ook haar zesde WK-medaille. De wereldkampioene van 2012, de Italiaanse Carolina Kostner, werd dit jaar tweede. Mao Asada, in 2008 en 2010 won de Japanse nog de wereldtitel, eindigde nu op de derde plaats.
Bij het paarrijden was het stuivertje wisselen ten opzichte van 2011 en 2012. De nummer twee van de vorige twee WK's, het Russische duo Tatjana Volosozjar / Maksim Trankov, veroverde dit jaar de wereldtitel. Het was hun derde WK-medaille. Het Duitse paar Aliona Savchenko / Robin Szolkowy, voor wie het de zevende medaille op de WK was, eindigde dit jaar op de tweede plaats. De bronzen medaille was voor het Canadese paar Meagan Duhamel / Eric Radford, die daarmee de eerste WK-medaille won.
Ook bij het ijsdansen was de uitslag precies het omgekeerde van de WK 2012. De wereldkampioenen van 2011 en in 2012 nog tweede, het Amerikaanse paar Meryl Davis / Charlie White, behaalden dit jaar weer de wereldtitel. Het was hun vierde WK-medaille, ook in 2010 werden ze tweede. Daarentegen behaalde het Canadese paar Tessa Virtue / Scott Moir nu de tweede plaats. In 2010 en 2012 wonnen ze nog de wereldtitel. Het was hun zesde WK medaille die ze opeenvolgend behaalden; tweede in 2008 en 2011, derde in 2009. Het Russische paar Jekaterina Bobrova / Dmitri Solovjov, op plaats drie, veroverde de eerste WK-medaille.
| Discipline | Goud                                | Zilver                            | Brons                                |
| ---------- | ----------------------------------- | --------------------------------- | ------------------------------------ |
| Mannen     | Patrick Chan                        | Denis Ten                         | Javier Fernández                     |
| Vrouwen    | Kim Yu-na                           | Carolina Kostner                  | Mao Asada                            |
| Paren      | Tatjana Volosozjar / Maksim Trankov | Aliona Savchenko / Robin Szolkowy | Meagan Duhamel / Eric Radford        |
| IJsdansen  | Meryl Davis / Charlie White         | Tessa Virtue / Scott Moir         | Jekaterina Bobrova / Dmitri Solovjov |

## Uitslagen
| #                   | naam (deelname)          | land                      | punten | korte kür  | vrije kür   |
| ------------------- | ------------------------ | ------------------------- | ------ | ---------- | ----------- |
| Goud                | Patrick Chan (6)         | Vlag van Canada           | 267.78 | 98.37 (1)  | 169.41 (2)  |
| Zilver              | Denis Ten (5)            | Vlag van Kazachstan       | 266.48 | 91.56 (2)  | 174.92 (1)  |
| Brons               | Javier Fernández (7)     | Vlag van Spanje           | 249.06 | 80.76 (7)  | 168.30 (4)  |
| 4                   | Yuzuru Hanyu (2)         | Vlag van Japan            | 244.99 | 75.94 (9)  | 169.05 (3)  |
| 5                   | Kevin Reynolds (4)       | Vlag van Canada           | 239.98 | 85.16 (3)  | 154.82 (7)  |
| 6                   | Daisuke Takahashi (8)    | Vlag van Japan            | 239.03 | 84.67 (4)  | 154.36 (8)  |
| 7                   | Max Aaron                | Vlag van Verenigde Staten | 238.36 | 78.20 (8)  | 160.16 (6)  |
| 8                   | Takahito Mura (2)        | Vlag van Japan            | 234.18 | 73.46 (11) | 160.72 (5)  |
| 9                   | Brian Joubert (12)       | Vlag van Frankrijk        | 232.26 | 84.17 (5)  | 148.09 (10) |
| 10                  | Michal Březina (4)       | Vlag van Tsjechië         | 229.00 | 83.09 (6)  | 145.91 (11) |
| 11                  | Peter Liebers (6)        | Vlag van Duitsland        | 216.84 | 71.20 (13) | 145.64 (12) |
| 12                  | Florent Amodio (4)       | Vlag van Frankrijk        | 216.83 | 75.73 (10) | 141.10 (15) |
| 13                  | Andrei Rogozine          | Vlag van Canada           | 216.60 | 67.35 (18) | 149.25 (9)  |
| 14                  | Ross Miner (2)           | Vlag van Verenigde Staten | 211.90 | 70.24 (14) | 141.66 (13) |
| 15                  | Song Nan (3)             | Vlag van China            | 207.68 | 73.03 (12) | 134.65 (18) |
| 16                  | Misha Ge (3)             | Vlag van Oezbekistan      | 207.50 | 68.45 (15) | 139.05 (16) |
| 17                  | Maksim Kovtoen           | Vlag van Rusland          | 207.40 | 65.85 (19) | 141.55 (14) |
| 18                  | Alexander Majorov (3)    | Vlag van Zweden           | 204.29 | 68.32 (16) | 135.97 (17) |
| 19                  | Jorik Hendrickx (2)      | Vlag van België           | 192.19 | 62.04 (23) | 130.15 (19) |
| 20                  | Viktor Pfeifer (7)       | Vlag van Oostenrijk       | 189.44 | 64.10 (21) | 125.34 (20) |
| 21                  | Tomáš Verner (11)        | Vlag van Tsjechië         | 180.50 | 68.05 (17) | 112.45 (22) |
| 22                  | Viktor Romanenkov (2)    | Vlag van Estland          | 177.09 | 65.33 (20) | 111.76 (23) |
| 23                  | Yakov Godorozha          | Vlag van Oekraïne         | 174.98 | 61.88 (24) | 113.10 (21) |
| 24                  | Justus Strid (3)         | Vlag van Denemarken       | 165.23 | 63.25 (22) | 101.98 (24) |
| Finale niet bereikt |                          |                           |        |            |             |
| 25                  | Maciej Cieplucha (3)     | Vlag van Polen            |        | 60.96 (25) |             |
| 26                  | Kim Jin-seo              | Vlag van Zuid-Korea       |        | 60.75 (26) |             |
| 27                  | Paolo Bacchini (2)       | Vlag van Italië           |        | 60.31 (27) |             |
| 28                  | Abzal Rakimgaliev (3)    | Vlag van Kazachstan       |        | 59.14 (28) |             |
| 29                  | Zoltán Kelemen (6)       | Vlag van Roemenië         |        | 58.24 (29) |             |
| 30                  | Ronald Lam               | Vlag van Hongkong         |        | 57.94 (30) |             |
| 31                  | Oleksij Bytsjenko (2)    | Vlag van Israël           |        | 57.53 (31) |             |
| 32                  | Kim Lucine (3)           | Vlag van Monaco           |        | 57.35 (32) |             |
| 33                  | Paul Bonifacio Parkinson | Vlag van Italië           |        | 51.54 (33) |             |
| 34                  | Christopher Caluza (2)   | Vlag van Filipijnen       |        | 49.15 (34) |             |
| -                   | Pavel Ignatenko          | Vlag van Wit-Rusland      |        | t.z.t.     |             |

| #                   | naam (deelname)          | land                         | punten | korte kür  | vrije kür   |
| ------------------- | ------------------------ | ---------------------------- | ------ | ---------- | ----------- |
| Goud                | Kim Yu-na (6)            | Vlag van Zuid-Korea          | 218.31 | 69.97 (1)  | 148.34 (1)  |
| Zilver              | Carolina Kostner (11)    | Vlag van Italië              | 197.89 | 66.86 (2)  | 131.03 (3)  |
| Brons               | Mao Asada (7)            | Vlag van Japan               | 196.47 | 62.10 (6)  | 134.37 (2)  |
| 4                   | Kanako Murakami (3)      | Vlag van Japan               | 189.73 | 66.64 (3)  | 123.09 (7)  |
| 5                   | Ashley Wagner (3)        | Vlag van Verenigde Staten    | 187.34 | 63.98 (5)  | 123.36 (6)  |
| 6                   | Gracie Gold              | Vlag van Verenigde Staten    | 184.25 | 58.85 (9)  | 125.40 (5)  |
| 7                   | Li Zijun                 | Vlag van China               | 183.85 | 56.31 (12) | 127.54 (4)  |
| 8                   | Kaetlyn Osmond           | Vlag van Canada              | 176.82 | 64.73 (4)  | 112.09 (10) |
| 9                   | Adelina Sotnikova        | Vlag van Rusland             | 175.98 | 59.62 (8)  | 116.36 (9)  |
| 10                  | Jelizaveta Toektamysjeva | Vlag van Rusland             | 174.24 | 54.72 (14) | 119.52 (8)  |
| 11                  | Maé-Bérénice Méité (2)   | Vlag van Frankrijk           | 165.03 | 56.90 (11) | 108.13 (11) |
| 12                  | Akiko Suzuki (3)         | Vlag van Japan               | 164.59 | 61.17 (7)  | 103.42 (13) |
| 13                  | Alena Leonova (5)        | Vlag van Rusland             | 159.06 | 56.30 (13) | 102.76 (14) |
| 14                  | Viktoria Helgesson (6)   | Vlag van Zweden              | 158.80 | 58.36 (10) | 100.44 (15) |
| 15                  | Natalia Popova (2)       | Vlag van Oekraïne            | 155.52 | 51.67 (17) | 103.85 (12) |
| 16                  | Elena Glebova (8)        | Vlag van Estland             | 152.49 | 54.59 (15) | 097.90 (16) |
| 17                  | Monika Simančíková       | Vlag van Slowakije           | 149.02 | 51.18 (19) | 097.84 (17) |
| 18                  | Valentina Marchei (6)    | Vlag van Italië              | 147.23 | 50.41 (21) | 096.82 (18) |
| 19                  | Nathalie Weinzierl       | Vlag van Duitsland           | 142.48 | 48.14 (24) | 094.34 (19) |
| 20                  | Jenna McCorkell (9)      | Vlag van Verenigd Koninkrijk | 142.27 | 51.23 (18) | 091.04 (21) |
| 21                  | Brooklee Han             | Vlag van Australië           | 141.88 | 50.62 (20) | 091.26 (20) |
| 22                  | Sonia Lafuente (6)       | Vlag van Spanje              | 139.66 | 52.44 (16) | 087.22 (23) |
| 23                  | Zhang Kexin (2)          | Vlag van China               | 137.41 | 48.80 (23) | 088.61 (22) |
| 24                  | Kerstin Frank (4)        | Vlag van Oostenrijk          | 127.98 | 49.66 (22) | 078.32 (24) |
| Finale niet bereikt |                          |                              |        |            |             |
| 25                  | Isadora Williams         | Vlag van Brazilië            |        | 46.63 (25) |             |
| 26                  | Anita Madsen             | Vlag van Denemarken          |        | 46.16 (26) |             |
| 27                  | Carol Bressanutti        | Vlag van Italië              |        | 44.51 (27) |             |
| 28                  | Kaat Van Daele           | Vlag van België              |        | 42.51 (28) |             |
| 29                  | Elene Gedevanisjvili (8) | Vlag van Georgië             |        | 42.40 (29) |             |
| 30                  | Tina Stürzinger          | Vlag van Zwitserland         |        | 42.36 (30) |             |
| 31                  | Juulia Turkkila (3)      | Vlag van Finland             |        | 40.70 (31) |             |
| 32                  | Anne Line Gjersem        | Vlag van Noorwegen           |        | 38.53 (32) |             |
| 33                  | Inga Janulevičiūtė (2)   | Vlag van Litouwen            |        | 36.79 (33) |             |
| 34                  | Patricia Gleščič         | Vlag van Slovenië            |        | 36.66 (34) |             |
| 35                  | Alina Fjodorova (2)      | Vlag van Letland             |        | 36.44 (35) |             |

| #                   | naam (deelname)                               | land                         | punten | korte kür  | vrije kür   |
| ------------------- | --------------------------------------------- | ---------------------------- | ------ | ---------- | ----------- |
| Goud                | Tatjana Volosozjar (10) Maksim Trankov (8)    | Vlag van Rusland             | 225.71 | 75.84 (1)  | 149.87 (1)  |
| Zilver              | Aliona Savchenko (10) Robin Szolkowy (9)      | Vlag van Duitsland           | 205.56 | 73.47 (3)  | 132.09 (2)  |
| Brons               | Meagan Duhamel (5) Eric Radford (3)           | Vlag van Canada              | 204.56 | 73.61 (2)  | 130.95 (3)  |
| 4                   | Kirsten Moore-Towers (2) Dylan Moscovitch (2) | Vlag van Canada              | 199.50 | 69.25 (5)  | 130.25 (5)  |
| 5                   | Pang Qing (15) Tong Jian (15)                 | Vlag van China               | 194.64 | 63.95 (6)  | 130.69 (4)  |
| 6                   | Yuko Kawaguchi (10) Alexander Smirnov (7)     | Vlag van Rusland             | 191.59 | 69.98 (4)  | 121.61 (7)  |
| 7                   | Vera Bazarova (4) Joeri Larionov (4)          | Vlag van Rusland             | 184.72 | 61.91 (7)  | 122.81 (6)  |
| 8                   | Vanessa James (4) Morgan Ciprès (2)           | Vlag van Frankrijk           | 180.17 | 60.98 (8)  | 119.19 (8)  |
| 9                   | Alexa Scimeca Chris Knierim                   | Vlag van Verenigde Staten    | 173.51 | 55.73 (12) | 117.78 (9)  |
| 10                  | Stefania Berton (4) Ondřej Hotárek (6)        | Vlag van Italië              | 171.77 | 59.07 (9)  | 112.70 (10) |
| 11                  | Peng Cheng Zhang Hao (10)                     | Vlag van China               | 167.18 | 58.52 (10) | 108.66 (11) |
| 12                  | Sui Wenjing (2) Han Cong (2)                  | Vlag van China               | 165.89 | 57.65 (11) | 108.24 (13) |
| 13                  | Marissa Castelli Simon Shnapir                | Vlag van Verenigde Staten    | 164.00 | 55.68 (13) | 108.32 (12) |
| 14                  | Nicole Della Monica (3) Matteo Guarise (2)    | Vlag van Italië              | 136.03 | 47.82 (15) | 088.21 (14) |
| 15                  | Stacey Kemp (8) David King (8)                | Vlag van Verenigd Koninkrijk | 133.56 | 48.60 (14) | 084.96 (16) |
| 16                  | Mari Vartmann (4) Aaron Van Cleave (2)        | Vlag van Duitsland           | 133.12 | 47.36 (16) | 085.76 (15) |
| Finale niet bereikt |                                               |                              |        |            |             |
| 17                  | Elizaveta Makarova (2) Leri Kenchadze (3)     | Vlag van Bulgarije           |        | 36.48 (17) |             |
| 18                  | Magdalena Klatka Radosław Chruściński         | Vlag van Polen               |        | 35.44 (18) |             |

| #                   | naam (deelname)                             | land                         | punten | korte kür  | vrije kür   |
| ------------------- | ------------------------------------------- | ---------------------------- | ------ | ---------- | ----------- |
| Goud                | Meryl Davis (7) Charlie White (7)           | Vlag van Verenigde Staten    | 189.56 | 77.12 (1)  | 112.44 (1)  |
| Zilver              | Tessa Virtue (7) Scott Moir (7)             | Vlag van Canada              | 185.04 | 73.87 (2)  | 111.17 (2)  |
| Brons               | Jekaterina Bobrova (5) Dmitri Solovjov (5)  | Vlag van Rusland             | 169.19 | 70.05 (3)  | 099.14 (4)  |
| 4                   | Anna Cappellini (7) Luca Lanotte (7)        | Vlag van Italië              | 168.04 | 67.93 (5)  | 100.11 (3)  |
| 5                   | Kaitlyn Weaver (5) Andrew Poje (5)          | Vlag van Canada              | 166.20 | 67.54 (6)  | 098.66 (5)  |
| 6                   | Nathalie Péchalat (10) Fabian Bourzat (10)  | Vlag van Frankrijk           | 165.60 | 69.65 (4)  | 095.95 (7)  |
| 7                   | Madison Chock (2) Evan Bates (3)            | Vlag van Verenigde Staten    | 163.93 | 66.74 (7)  | 097.19 (6)  |
| 8                   | Maia Shibutani (3) Alex Shibutani (3)       | Vlag van Verenigde Staten    | 157.71 | 66.14 (8)  | 091.57 (9)  |
| 9                   | Jelena Ilinych (3) Nikita Katsalapov (3)    | Vlag van Rusland             | 157.52 | 66.07 (9)  | 091.45 (10) |
| 10                  | Nelli Zhiganshina (5) Alexander Gazsi (5)   | Vlag van Duitsland           | 154.27 | 60.59 (11) | 093.68 (8)  |
| 11                  | Jekaterina Riazanova (2) Ilia Tkasjenko (2) | Vlag van Rusland             | 149.78 | 59.52 (13) | 090.26 (11) |
| 12                  | Pernelle Carron (5) Lloyd Jones (3)         | Vlag van Frankrijk           | 145.98 | 60.58 (12) | 085.40 (12) |
| 13                  | Penny Coomes (3) Nicholas Buckland (3)      | Vlag van Verenigd Koninkrijk | 145.71 | 63.66 (10) | 082.05 (17) |
| 14                  | Siobhan Heekin-Canedy (3) Dmitri Dun (2)    | Vlag van Oekraïne            | 141.88 | 59.20 (14) | 082.68 (16) |
| 15                  | Isabella Tobias (3) Deividas Stagniūnas (6) | Vlag van Litouwen            | 141.64 | 57.39 (18) | 084.25 (13) |
| 16                  | Julia Zlobina (2) Alexei Sitnikov (2)       | Vlag van Azerbeidzjan        | 141.44 | 57.80 (17) | 083.64 (14) |
| 17                  | Charlène Guignard (2) Marco Fabbri (2)      | Vlag van Italië              | 140.95 | 57.89 (16) | 083.06 (15) |
| 18                  | Piper Gilles Paul Poirier (4)               | Vlag van Canada              | 140.02 | 58.61 (15) | 081.41 (18) |
| 19                  | Sara Hurtado (3) Adrià Díaz (3)             | Vlag van Spanje              | 131.28 | 53.12 (20) | 078.16 (19) |
| 20                  | Cathy Reed (6) Chris Reed (6)               | Vlag van Japan               | 129.94 | 53.95 (19) | 075.99 (20) |
| Finale niet bereikt |                                             |                              |        |            |             |
| 21                  | Lucie Myslivečková (4) Neil Brown           | Vlag van Tsjechië            |        | 51.82 (21) |             |
| 22                  | Olesia Karmi Max Lindholm                   | Vlag van Finland             |        | 48.06 (22) |             |
| 23                  | Allison Reed (3) Vasili Rogov (2)           | Vlag van Israël              |        | 46.63 (23) |             |
| 24                  | Zsuzsanna Nagy (4) Máté Fejes (4)           | Vlag van Hongarije           |        | 45.60 (24) |             |
| 25                  | Irina Shtork (2) Taavi Rand (2)             | Vlag van Estland             |        | 45.29 (25) |             |
| 26                  | Federica Testa (2) Lukáš Csölley (2)        | Vlag van Slowakije           |        | 44.73 (26) |             |
| 27                  | Justyna Plutowska Peter Gerber              | Vlag van Polen               |        | 44.00 (27) |             |
| 28                  | Alisa Agafonova (2) Alper Uçar (7)          | Vlag van Turkije             |        | 43.98 (28) |             |
| 29                  | Viktoria Kavaliova Yurii Bieliaiev          | Vlag van Wit-Rusland         |        | 32.50 (29) |             |

Medaillewinnaars

Mannen · 
Vrouwen ·
Paren · 
IJsdansen

 Toernooi

1896 · 
1897 · 
1898 · 
1899 · 
1900 · 
1901 · 
1902 · 
1903 · 
1904 · 
1905 · 
1906 · 
1907 · 
1908 · 
1909 · 
1910 · 
1911 · 
1912 · 
1913 · 
1914 · 
1915-1921 · 
1922 · 
1923 · 
1924 · 
1925 · 
1926 · 
1927 · 
1928 · 
1929 · 
1930 · 
1931 · 
1932 · 
1933 · 
1934 · 
1935 · 
1936 · 
1937 · 
1938 · 
1939 ·
1940-1946 · 
1947 · 
1948 · 
1949 · 
1950 · 
1951 · 
1952 · 
1953 · 
1954 · 
1955 · 
1956 · 
1957 · 
1958 · 
1959 · 
1960 · 
1961 · 
1962 · 
1963 · 
1964 · 
1965 · 
1966 · 
1967 · 
1968 · 
1969 · 
1970 · 
1971 · 
1972 · 
1973 · 
1974 · 
1975 · 
1976 · 
1977 · 
1978 · 
1979 · 
1980 · 
1981 · 
1982 · 
1983 · 
1984 · 
1985 · 
1986 · 
1987 · 
1988 · 
1989 · 
1990 · 
1991 · 
1992 · 
1993 · 
1994 · 
1995 ·
1996 · 
1997 · 
1998 · 
1999 · 
2000 · 
2001 · 
2002 · 
2003 · 
2004 · 
2005 · 
2006 ·
2007 ·
2008 ·
2009 ·
2010 ·
2011 ·
2012 ·
2013 ·
2014 ·
2015 ·
2016 ·
2017 ·
2018 ·
2019 · 
2020 · 
2021 ·
2022 ·
2023 ·
2024

 ISU-kampioenschappen

WK kunstschaatsen junioren ·
EK kunstschaatsen ·
Viercontinentenkampioenschap ·
Olympische Spelen